# 细叶亚婆潮
细叶亚婆潮（学名：Hedyotis auricularia var. mina）为茜草科耳草属下的一个变种。

## 扩展阅读
- 維基物種上的相關：细叶亚婆潮